# Sollevamento pesi ai Giochi della VII Olimpiade - Pesi massimi-leggeri
La competizione della categoria pesi massimi-leggeri (fino a 82,5 kg) di sollevamento pesi ai Giochi della VII Olimpiade si tenne il giorno dal 31 agosto 1920 allo Stadio Olimpico di Anversa

## Risultati
| Pos.    | Concorrenti         | Nazione        | Totale | Alzate               | Alzate               | Alzate               |
| Pos.    | Concorrenti         | Nazione        | Totale | Strappo con una mano | Slancio con una mano | Slancio con due mani |
| ------- | ------------------- | -------------- | ------ | -------------------- | -------------------- | -------------------- |
| Oro     | Ernest Cadine       | Francia        | 295,0  | 70,0                 | 90,0                 | 135,0                |
| Argento | Fritz Hünenberger   | Svizzera       | 277,5  | 75,0                 | 90,0                 | 112,5                |
| Bronzo  | Erik Pettersson     | Svezia         | 267,5  | 62,5                 | 92,5                 | 112,5                |
| 4       | Erik Carlsson       | Svezia         | 262,5  | 67,5                 | 75,0                 | 120,0                |
| 5       | Maurice Devène      | Francia        | 250,0  | 65,0                 | 70,0                 | 115,0                |
| 6       | Gino Mattiello      | Italia         | 235,0  | 60,0                 | 70,0                 | 105,0                |
| 7       | Jan Welter          | Paesi Bassi    | 230,0  | 65,0                 | 70,0                 | 95,0                 |
| 8       | Jaroslav Dvořák     | Cecoslovacchia | 227,5  | 55,0                 | 65,0                 | 107,5                |
| 8       | Lionel Van Der Roye | Belgio         | 227,5  | 57,5                 | 65,0                 | 105,0                |
| 10      | Søren Petersen      | Danimarca      | 217,5  | 55,0                 | 57,5                 | 105,0                |
| 11      | Rudolf Ekström      | Finlandia      | 70,0   | 70,0                 | NM                   | NM                   |